# 马尔马拉铁路
马尔马拉铁路，或音译马尔马雷（土耳其語：Marmaray）是一项连接伊斯坦堡亚洲和欧洲部分的海底鐵路隧道工程，採取沉管式興建，由日本與土耳其的財團共同建設（以大成建設為首）。该计划在2004年5月9日動工，原計2009年完工，之後由于挖到一些拜占庭帝国的古蹟而延誤，2011年2月26日完成貫通，2013年10月29日第一期完工通車，2019年3月12日全線通車。
2013年一期通车后，伊斯坦布尔往欧洲方向的大部分城际、长途列车从欧洲区的錫爾凱吉車站外迁至哈爾卡利車站到发；往安纳托利亚方向的长途列车则外迁至索古特羅傑斯米車站到发。2019年博斯普鲁斯隧道开通后，每日有两班安卡拉－伊斯坦堡高速鐵路列车、一班夕发朝至卧铺安卡拉特快经该铁路直通至哈爾卡利車站到发。

## 资金
日本国际协力银行和欧洲投资银行资助了这一计划。

## 外部連結
- 马尔马拉铁路工程官方網站 （页面存档备份，存于）